# 포천시장
포천시장은 경기도 포천시의 시장이다.

## 역대 포천군수
| 대수   | 역대 군수      | 임기                               | 비고                                                                       |
| ------ | -------------- | ---------------------------------- | -------------------------------------------------------------------------- |
| 초대   | 이병숙(李炳璹) | 1945년 8월 16일 - 1945년 10월 2일  | 가야마 토우이치(木山登一) 조선총독부 최후의 포천군수(1943년 3월 11일 부임) |
| 제2대  | 박연창(朴年昌) | 1945년 10월 2일 - 1945년 12월 16일 |                                                                            |
| 제3대  | 이재신(李載莘) | 1945년 12월 17일 - 1948년 8월 14일 |                                                                            |
| 제4대  | 이재신(李載莘) | 1948년 8월 15일 - 1948년 9월 24일  |                                                                            |
| 제5대  | 이교완(李敎完) | 1948년 9월 25일 - 1949년 8월 2일   |                                                                            |
| 제6대  | 조병준(趙炳埈) | 1949년 8월 3일 - 1953년 1월 14일   |                                                                            |
| 제7대  | 채민석(蔡民錫) | 1953년 5월 15일 ~ 1954년 3월 16일  |                                                                            |
| 제8대  | 이종상(李鍾常) | 1954년 3월 17일 ~ 1957년 4월 22일  |                                                                            |
| 제9대  | 이규복(李圭複) | 1957년 4월 23일 ~ 1959년 10월 22일 |                                                                            |
| 제10대 | 정윤진(丁允鎭) | 1959년 10월 23일 ~ 1960년 5월 23일 |                                                                            |
| 제11대 | 이준호(李駿鎬) | 1960년 6월 3일 ~ 1961년 1월 15일   |                                                                            |
| 제12대 | 윤상혁(尹尙赫) | 1961년 1월 29일 ~ 1961년 7월 16일  |                                                                            |
| 제13대 | 최충운(崔忠澐) | 1961년 12월 13일 ~ 1962년 4월 23일 |                                                                            |
| 제14대 | 이창석(李昌石) | 1962년 4월 25일 ~ 1965년 7월 25일  |                                                                            |
| 제15대 | 오호선(吳好善) | 1965년 7월 26일 ~ 1967년 12월 9일  |                                                                            |
| 제16대 | 민충근(民忠根) | 1967년 12월 10일 ~ 1971년 8월 20일 |                                                                            |
| 제17대 | 허섭(許燮)     | 1971년 8월 21일 ~ 1974년 3월 5일   |                                                                            |
| 제18대 | 윤석범(尹錫範) | 1974년 3월 6일 ~ 1976년 1월 14일   |                                                                            |
| 제19대 | 유한규(柳漢奎) | 1976년 1월 15일 ~ 1976년 5월 26일  |                                                                            |
| 제20대 | 김기형(金基亨) | 1976년 5월 27일 ~ 1977년 10월 19일 |                                                                            |
| 제21대 | 윤용우(尹鏞祐) | 1977년 10월 20일 ~ 1979년 4월 30일 |                                                                            |
| 제22대 | 박창임(朴昶林) | 1979년 5월 1일 ~ 1980년 7월 16일   |                                                                            |
| 제23대 | 이재천(李在天) | 1980년 8월 1일 ~ 1982년 5월 31일   |                                                                            |
| 제24대 | 유덕준(兪德濬) | 1982년 6월 1일 ~ 1985년 3월 10일   |                                                                            |
| 제25대 | 조원극(趙源克) | 1985년 3월 11일 ~ 1986년 3월 7일   |                                                                            |
| 제26대 | 이상윤(李相允) | 1986년 3월 8일 ~ 1988년 6월 10일   |                                                                            |
| 제27대 | 천명수(千明洙) | 1988년 6월 11일 ~ 1989년 12월 26일 |                                                                            |
| 제28대 | 이영민(李榮民) | 1989년 12월 27일 ~ 1991년 1월 13일 |                                                                            |
| 제29대 | 홍인화(洪仁和) | 1991년 1월 14일 ~ 1993년 1월 17일  |                                                                            |
| 제30대 | 박찬원(朴贊遠) | 1993년 1월 18일 ~ 1994년 5월 8일   |                                                                            |
| 제31대 | 김영철(金榮喆) | 1994년 5월 9일 ~ 1995년 6월 30일   |                                                                            |
| 제32대 | 이진호(李進鎬) | 1995년 7월 1일 ~ 1998년 6월 30일   | 초대 민선 군수                                                             |
| 제33대 | 이진호(李進鎬) | 1998년 7월 1일 ~ 2002년 6월 30일   | 제2대 민선 군수                                                            |
| 제34대 | 박윤국(朴允國) | 2002년 7월 1일 ~ 2003년 10월 18일  | 제3대 민선 군수                                                            |

## 역대 포천시장
| 대수     | 역대 시장      | 임기                               | 비고                              |
| -------- | -------------- | ---------------------------------- | --------------------------------- |
| 초대     | 박윤국(朴允國) | 2003년 10월 19일 ~ 2006년 6월 30일 |                                   |
| 제2대    | 박윤국(朴允國) | 2006년 7월 1일 ~ 2007년 12월 11일  |                                   |
| 직무대리 | 황영철(黃泳喆) | 2007년 12월 12일 ~ 2008년 6월 4일  |                                   |
| 제3대    | 서장원(徐壯源) | 2008년 6월 5일 ~ 2010년 6월 30일   |                                   |
| 제4대    | 서장원(徐壯源) | 2010년 7월 1일 ~ 2014년 6월 30일   |                                   |
| 제5대    | 서장원(徐壯源) | 2014년 7월 1일 ~ 2015년 2월 6일    | 직무복귀                          |
| 직무대리 | 이기택(李基宅) | 2015년 2월 7일 ~ 2015년 2월 27일   | 서장원의 직무정지로 인한 직무대리 |
| 직무대리 | 김한섭         | 2015년 2월 27일 ~ 2015년 11월 16일 | 서장원의 직무정지로 인한 직무대리 |
| -        | 서장원(徐壯源) | 2015년 11월 16일 ~ 2016년 8월 29일 | 직무복귀                          |
| 직무대리 | 민천식         | 2016년 8월 30일 ~ 2017년 4월 12일  |                                   |
| 제6대    | 김종천(金鐘天) | 2017년 4월 13일 ~ 2018년 6월 30일  |                                   |
| 제7대    | 박윤국(朴允國) | 2018년 7월 1일 ~ 2022년 6월 30일   |                                   |
| 제8대    | 백영현(白永鉉) | 2022년 7월 1일 ~                   |                                   |